# Liste der Flaggen im Landkreis Waldshut
Diese Liste beinhaltet alle Flaggen im Landkreis Waldshut in Baden-Württemberg.
In Baden-Württemberg werden zweibahnige Flaggen verliehen, deren Farben den Wappenfarben entsprechen. Dabei wird oft als erste Farbe der Flagge (links vom Betrachter) die Farbe der Wappenfigur und als zweite Farbe die des Wappengrundes genommen. Flaggen, die vor Inkrafttreten der deutschen Gemeindeordnung 1935 geführt wurden, dürfen beibehalten werden, auch wenn diese nicht den heutigen Bestimmungen in Baden-Württemberg entsprechen.

## Landkreis Waldshut
| Landkreis          | Flagge | Kommentare |
| Landkreis Waldshut |        | Wappen am 11. Dezember 1973 vom Innenministerium verliehen: „Durch einen silbernen Wellenschrägbalken geteilt, oben in Grün ein schrägliegender, aus dem hinteren Schildrand wachsender goldener Abtsstab, unten in Blau ein goldenes Turbinenrad.“ Flagge: Gelb-Grün. |

## Flaggen der Städte im Landkreis Waldshut
| Stadt                   | Flagge | Kommentare |
| Bad Säckingen           |        | „Säckel“ unter Kloster- und Stadtpatron St. Fridolin in Wappen von 1580, „Säckel“ seit 1805 alleiniges Wappenbild, Tingierung wechselte öfter. Flagge im Jahre 1919 eingeführt: „Unter rotem Schildhaupt in Schwarz ein silberner (weißer) Geldbeutel.“ Flagge: Weiß-Schwarz, Rot-Schwarz. |
| Bonndorf im Schwarzwald |        | Löwe in Siegel von 1304; drei bewurzelte oder auf Dreiberg stehende Bohnenstengel in Siegeln seit Mitte des 15. Jahrhundert, mit Rutenbündel schräggekreuzter Anker über Bohnenstengel-Wappen in Siegeln im 19. Jahrhundert; Löwe wieder im Wappen seit 1894, Tingierung im Jahre 1895 vom Generallandesarchiv bestimmt: „In Blau ein silberner (weißer) Löwe.“ Flagge: Weiß-Blau. |
| Laufenburg (Baden)      |        | Habsburger Löwe in allen Siegeln seit dem ältesten Siegel von 1275, Wappenmotiv erscheint seit dem 15. Jahrhundert in Schild: „In Gold (Gelb) ein roter Löwe.“ Flagge: Rot-Gelb. |
| St. Blasien             |        | Wappen im Jahre 1897 angenommen: „In Blau ein linksgewendeter, steigender goldener (gelber) Hirsch.“ Flagge: Blau-Weiß. |
| Stühlingen              |        | Wappenbild im ältesten Siegel von 1496, Wappen im Jahre 1952 gestaltet: „In von Silber (Weiß) und Blau geteiltem Schild ein wachsender, silbern (weiß) gekleideter bärtiger Mannsrumpf, am Wams drei blaue Knöpfe, die blaue Mütze an der Spitze und am Stulp mit Federbällchen besteckt.“ Flagge: Weiß-Blau. |
| Waldshut-Tiengen        |        | Wappen am 2. November 1981 vom Regierungspräsidium Freiburg verliehen: „In gespaltenem Schild vorn in Gold (Gelb) ein linksgewendeter blaugekleideter Mann, den Hut an einer über die Schulter gelegten Schnur auf dem Rücken, die Rechte an der Hutschnur, in der Linken einen blauen Knotenstock; hinten in Blau auf einer steigenden goldenen (gelben) Mondsichel stehend die golden (gelb) gekleidete, gekrönte und nimbierte Madonna, auf der Linken das golden (gelb) gekleidete und nimbierte Kind.“ Flagge: Blau-Gelb. |
| Wehr                    |        | Wappen mit Bäumen in natürlichen Farben im Jahre 1902 geschaffen, heutige Tingierung seit den 1960er Jahren: „In Silber (Weiß) ein blauer Wellenbalken, auf den Wellenlinien nebeneinander stehend oben vier grüne, unten vier silberne (weiße) Laubbäume.“ Flagge: Blau-Weiß-Blau. |

## Flaggen der Gemeinden im Landkreis Waldshut
| Gemeinde                   | Flagge | Kommentare |
| Albbruck                   |        | Gebirgslandschaft mit Brücke und Fluss in Stabhalteramtssiegel vom Ende des 19. Jahrhunderts. Wappen und Flagge am 2. November 1956 vom Innenministerium verliehen, am 13. Mai 1977 vom Landratsamt Waldshut neu verliehen: „In Silber (Weiß) auf blauem Wellenschildfuß eine durchgehende, einbogige rote Steinbrücke, darauf zwei grüne Tannen.“ Flagge: Rot-Weiß, Weiß-Rot. |
| Bernau im Schwarzwald      |        | Nach rechts schreitender Bär in Siegel von 1880; Wappen im Jahre 1911 angenommen, erst seit 1929 in Siegel. Flagge am 24. Januar 1989 vom Landratsamt Waldshut verliehen: „In Gold (Gelb) ein aufgerichteter, rot bewehrter und rot bezungter schwarzer Bär.“ Flagge: Rot-Gelb. |
| Dachsberg (Südschwarzwald) |        | Wappen und Flagge am 2. November 1972 vom Innenministerium verliehen: „In gespaltenem Schild vorn in Silber (Weiß) auf grünem Dreiberg eine grüne Tanne mit schwarzem Stamm, hinten in Rot ein aufgerichteter, hersehender silberner (weißer) Löwe (Leopard).“ Flagge: Weiß-Rot. |
| Dettighofen                |        | Wappen der damaligen Gemeinde Dettighofen (In Blau über einem schwarzen Dreiberg ein zunehmender Mond mit Gesicht.) im Jahre 1900 angenommen, heutiges Wappen mit Flagge am 19. Dezember 1980 vom Landratsamt Waldshut verliehen: „In Blau über einem goldenen (gelben) Dreiberg mit drei Spitzen ein zunehmender goldener (gelber) Mond mit Gesicht.“ Flagge: Gelb-Blau. |
| Dogern                     |        | Halbmond in Siegel vom Ende des 19. Jahrhunderts; heutiges Wappen im Jahre 1906 angenommen. Flagge am 27. September 1956 vom Innenministerium verliehen: „In gespaltenem Schild vorn in Silber (Weiß) auf grünem Boden eine grüne Tanne, hinten in Blau ein zunehmender goldener (gelber) Mond mit Gesicht.“ Flagge: Gelb-Blau. |
| Eggingen                   |        | Wellenschrägbalken aus dem Unteregginger Wappen, Bär in geänderten Farben aus dem Obereggingener Wappen, beide im Jahre 1907 angenommen. Wappen und Flagge am 21. September 1972 vom Innenministerium verliehen: „In gespaltenem Schild vorn in Silber (Weiß) ein blauer Wellenschrägbalken, hinten in Rot ein aufgerichteter goldener (gelber) Bär.“ Flagge: Blau-Weiß. |
| Grafenhausen               |        | |
| Görwihl                    |        | Wappen der damaligen Gemeinde Görwihl am 3. März 1970 verliehen, von der heutigen Gemeinde übernommen. Wappen und Flagge am 16. Dezember 1975 vom Landratsamt Waldshut verliehen: „In gespaltenem Schild vorn in Rot ein halber silberner (weißer) Adler am Spalt, im Fang ein goldenes (gelbes) Zepter haltend, hinten in Gold (Gelb) eine aus dem unteren Schildrand wachsende grüne Tanne, an deren Stamm links ein rotes Eichhörnchen emporklettert.“ Flagge: Weiß-Rot. |
| Häusern                    |        | |
| Herrischried               |        | Wappen im Jahre 1905 geschaffen. Flagge am 30. Juni 1977 vom Landratsamt Waldshut verliehen: „In Silber (Weiß) auf grünem Schildfuß eine grüne Tanne, an der sich beiderseits je ein roter Hirsch aufrichtet.“ Flagge: Grün-Weiß. |
| Höchenschwand              |        | Wappen im Jahre 1906 geschaffen. Flagge am 4. Oktober 1983 vom Landratsamt Waldshut verliehen: „In gespaltenem Schild vorn in Blau ein linksgewendeter, steigender goldener (gelber) Hirsch, hinten in Rot ein silberner (weißer) Balken.“ Flagge: Gelb-Blau. |
| Hohentengen am Hochrhein   |        | Wappen und Flagge am 12. Dezember 1980 vom Landratsamt Waldshut verliehen: „In gespaltenem Schild vorn in Silber (Weiß) ein halbes, durchgehendes rotes Kreuz am Spalt, hinten von Silber (Weiß) und Blau siebenmal gespalten.“ Flagge: Rot-Weiß. |
| Ibach                      |        | |
| Jestetten                  |        | Wappendarstellung auf 1700 errichtetem Feldkreuz; Weintraube an Rebast mit zwei Blättern in Siegeln vom 19. Jahrhundert; Wappen von 1896 basierend auf Wappendarstellung von 1700, das Torgebäude mit zwei Kuppeltürmen gezeichnet. Wappen in heutiger Form und Flagge am 12. November 1956 vom Innenministerium verliehen: „In Rot ein silberner (weißer) Zinnentorturm mit zwei offenen Torflügeln und hochgezogenem Fallgatter, im Tor eine grüne Traube mit Blatt, daran ein Rebmesser in natürlicher Farbe.“ Flagge: Weiß-Rot, Rot-Weiß.                                                                |
| Klettgau                   |        | Wappen und Flagge am 16. März 1972 vom Innenministerium verliehen: „In von Blau und Silber (Weiß) gespaltenem Schild vorn eine abgeschnittene silberne (weiße) Tanne, hinten mit fünf rechten roten Spitzen gespalten.“ Flagge: Weiß-Blau. |
| Küssaberg                  |        | Wappen mit Berg in anderer Tingierung und Flagge am 21. April 1975 vom Innenministerium verliehen, Wappen in heutiger Tingierung am 19. Oktober 1983 vom Landratsamt Waldshut neu verliehen: „In Silber (Weiß) auf steilem, mit einem silbernen (weißen) Wellenbalken belegten grünen Berg eine rote Burg; der Wellenbalken ist mit schwarzem Wellenfaden durchzogen.“ Flagge: Rot-Weiß. |
| Lauchringen                |        | Sulzer Spitzen aus dem seit 1929 geführten Wappen von Oberlauchringen, Schwan aus dem 1895 angenommenen Wappen von Unterlauchringen. Wappen und Flagge am 8. Oktober 1971 vom Innenministerium verliehen: „In geteiltem Schild oben in Silber (Weiß) drei aufsteigende rote Spitzen, unten in Blau ein schreitender silberner (weißer) Schwan.“ Flagge: Weiß-Blau. |
| Lottstetten                |        | Garbe in Siegeln seit Mitte des 19. Jahrhunderts, Tingierung im Jahre 1967 festgelegt. Wappen und Flagge am 7. August 1967 vom Innenministerium verliehen: „In Rot eine goldene (gelbe) Garbe.“ Flagge: Gelb-Rot, Rot, dem Wappen entsprechend. |
| Murg                       |        | Wappen im Jahre 1903 angenommen: „In gespaltenem Schild vorn in Silber (Weiß) auf grünem Schildfuß eine grüne Tanne mit schwarzem Stamm, hinten in Gold (Gelb) ein halbes, achtspeichiges schwarzes Zahnrad am Spalt.“ Flagge: Schwarz-Gelb. |
| Rickenbach                 |        | |
| Todtmoos                   |        | Kreuz und Tanne auf Wiese in Siegeln aus der zweiten Hälfte des 19. Jahrhunderts; Wappen im Jahre 1911 geschaffen: „Über grünem Schildfuß von Rot und Silber (Weiß) gespalten, vorn ein goldenes (gelbes) Hochkreuz, überhöht von einem achtstrahligen silbernen (weißen) Stern, hinten eine grüne Tanne.“ Flagge: Grün-Gelb-Rot. |
| Ühlingen-Birkendorf        |        | Kranz in Wappenschild, darüber schräggekreuzt Rutenbündel und Anker, aus Siegeln von Ühlingen vom 19. Jahrhundert; mit acht Rosen behefteter Kranz als Wappen im Jahre 1903 von der Gemeinde Ühlingen angenommen. Heutiges Wappen mit Flagge am 12. Oktober 1964 vom Innenministerium verliehen, nach Eingemeindung Birkendorfs weitergeführt: „In Rot über einem oben offenen, mit einer silbernen (weißen) Rose belegten silbernen (weißen) Blätterkranz schräggekreuzt ein silbernes (weißes) Rutenbündel, aus dem ein silbernes (weißes) Beil ragt, und ein silberner (weißer) Anker.“ Flagge: Weiß-Rot. |
| Weilheim                   |        | Tanne in 1904/1906 angenommen Wappen von Nöggenschwiel und Remetschwiel. Wappen und Flagge am 22. Juni 1981 vom Landratsamt Waldshut verliehen: „In gespaltenem Schild vorn in Rot ein silberner (weißer) Balken, hinten in Silber (Weiß) eine grüne Tanne mit schwarzem Stamm mit fünf Wurzeln.“ Flagge: Weiß-Rot. |
| Wutach                     |        | Wappen ohne Wellenpfahl im Jahre 1903 von der früheren Gemeinde Ewattingen angenommen. Heutiges Wappen mit Flagge am 11. November 1980 vom Landratsamt Waldshut verliehen: „In gespaltenem Schild vorn in Silber (Weiß) ein rot bezungter blauer Löwe, hinten in Blau ein silberner (weißer) Wellenpfahl.“ Flagge: Blau-Weiß. |
| Wutöschingen               |        | Wappen der ehemaligen Gemeinde Wutöschingen (Im geteilten Schild oben in Silber ein halbes schwarzes Mühlrad, unten in Rot eine gestürzte goldene Pflugschar.) im Jahre 1906 angenommen, basierend auf Wappenstein von 1611 an ehemaliger Dorfkapelle. Wappen und Flagge am 1. Januar 1977 vom Landratsamt Waldshut verliehen: „In Gold (Gelb) über einem erniedrigten blauen Wellenbalken ein fünfspeichiges schwarzes Mühlrad.“ Flagge: Blau-Gelb. |